# Yoel Romero
Yoel Romero (n. 30 aprilie 1977, Pinar del Río, Cuba) este un luptător ce a reprezentat Cuba, medaliat olimpic. A participat la o ediție a Jocurilor Olimpice (2000) în care a câștigat o medalie de argint.